# Залавье (Тернопольская область)
Залавье (укр. Залав'є) — село в Теребовлянской городской общине Тернопольского района Тернопольской области Украины.
До 2020 года входило в Теребовлянский район.
Население по переписи 2015 года составляло 523 человек. Занимает площадь 1,277 км². Почтовый индекс — 48174. Телефонный код — 3551.